# Río Almar

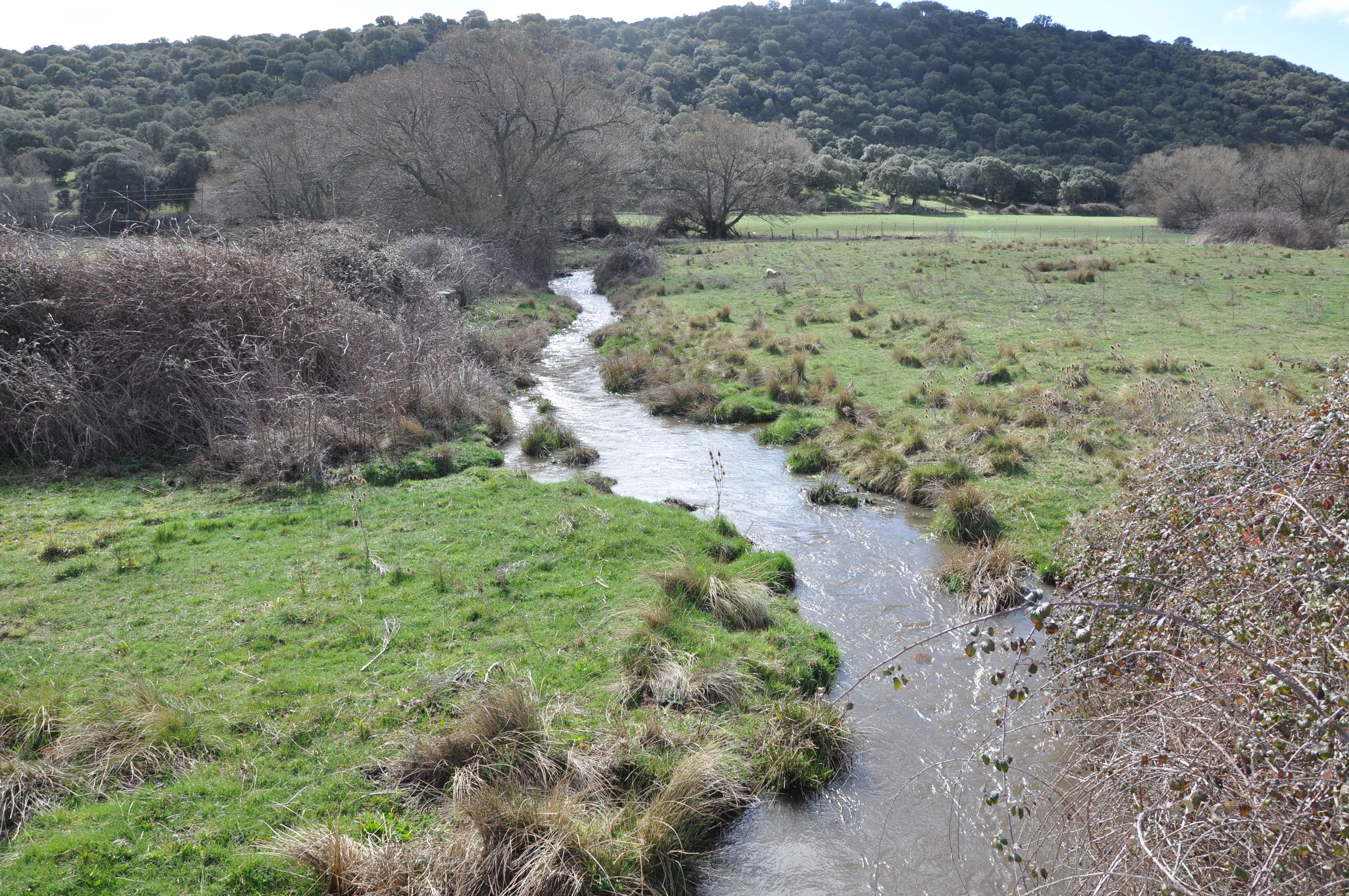
Oberlauf des Río Almar bei Ortigosa

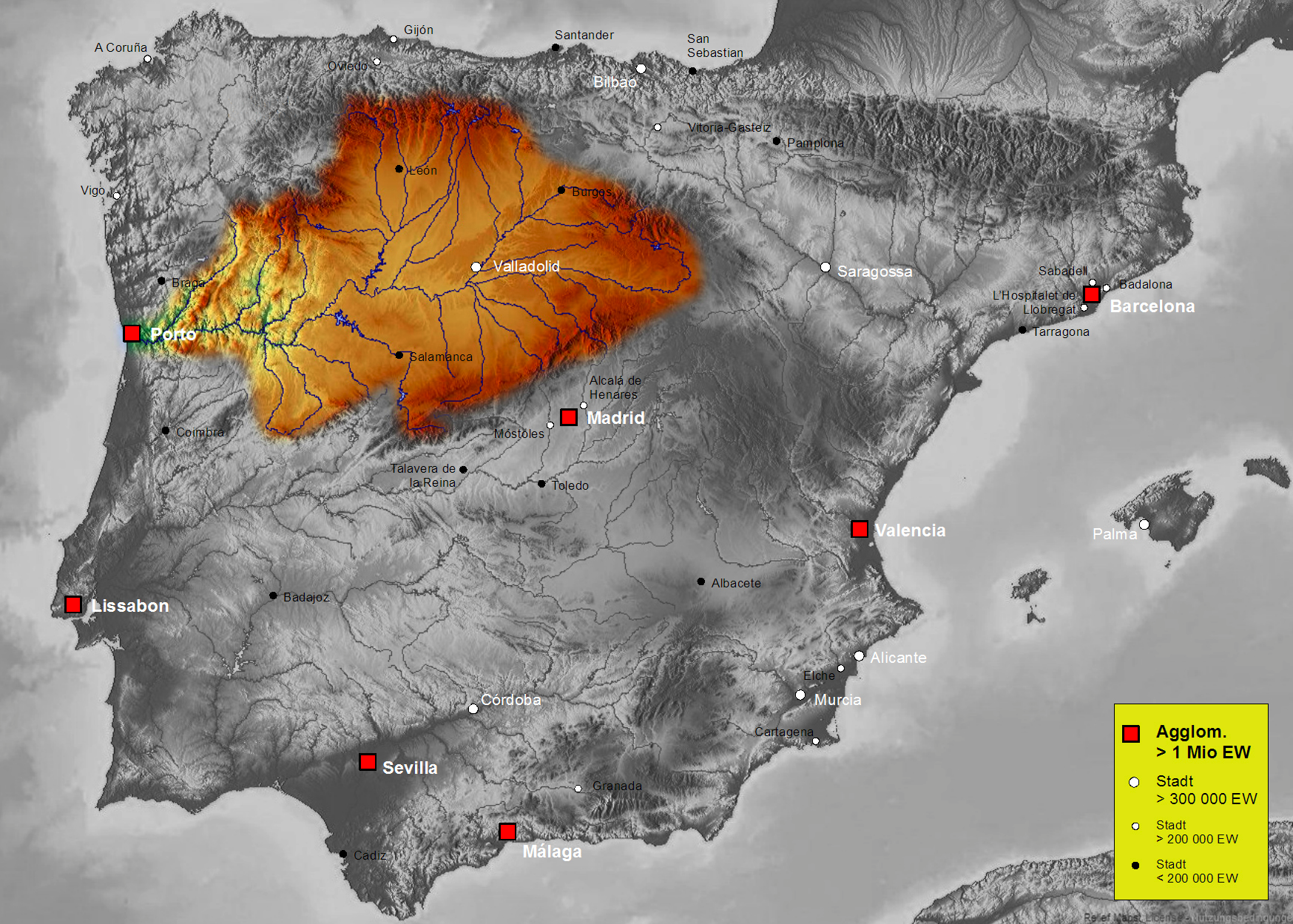
Einzugsgebiet (cuenca) des Río Duero; der Río Almar fließt südöstlich von Salamanca

Der Río Almar ist ein ca. 78 km langer östlicher Nebenfluss des Río Tormes in den spanischen Provinzen Ávila und Salamanca in der Autonomen Region Kastilien-León. Sein Einzugsgebiet (cuenca) umfasst etwa 1110 km². 

## Verlauf
Der Río Almar entspringt auf der Nordseite der Sierra de Ávila in der Provinz Ávila und fließt zunächst in nördliche und nordwestliche Richtungen. Bei der Ortschaft Ventosa del Río Almar wendet er sich nach Westen und Südwesten und mündet ca. 2 km nordöstlich der Ortschaft Villagonzalo de Tormes in der Provinz Salamanca in den Río Tormes.

## Stauseen
Die Milagro-Talsperre (Embalse del Milagro) wurde im Jahr 1973 eingeweiht; ihr Fassungsvermögen liegt bei ca. 1 hm³.

## Zuflüsse
Der Río Almar wird von zahlreichen Bächen (arroyos) gespeist; einzige größere Nebenflüsse sind der Río Margañan und der Río Gamo.

## Orte
Provinz Ávila
- San Juan del Olmo, Ortigosa del Río Almar, Muñico

Provinz Salamanca
- Bóveda del Río Almar, Nava de Sotrobal, Ventosa del Río Almar, Alconada

## Wanderungen
Entlang des Ober- und Mittellaufs des Río Almar gibt es zahlreiche kürzere und längere Wandermöglichkeiten.